# Kozioł (rodzaj)
Kozioł (Oreamnos) – rodzaj ssaków z podrodziny antylop (Antilopinae) w obrębie rodziny wołowatych (Bovidae). 

## Rozmieszczenie geograficzne
Rodzaj obejmuje jeden żyjący współcześnie gatunek występujący w Ameryce Północnej.

## Morfologia
Długość ciała (bez ogona) 140–180 cm, długość ogona 10–20 cm, wysokość w kłębie 65–110 cm; masa ciała 30–115 kg. 

## Systematyka
Rodzaj zdefiniował w 1817 roku francusko-amerykański przyrodnik Constantine Samuel Rafinesque w artykule zatytułowanym Opisy siedmiu nowych rodzajów północnoamerykańskich czworonogów, opublikowanym w czasopiśmie „The American Monthly Magazine and Critical Review”. Gatunkiem typowym jest (oznaczenie monotypowe) kozioł śnieżny (O. americanus).

### Etymologia
- Oreamnos (Oreamnus): gr. ορος oros, ορεος oreos ‘góra’; αμνος amnos ‘jagnię, baranek’[11].
- Aplocerus (Haplocerus, Haploceros): gr. ἁπλοος haploos ‘pojedynczy, prosty’; κερας keras, κερατος keratos ‘róg’[12]. Gatunek typowy (oznaczenie monotypowe): Antilope lanigera C.H. Smith, 1822 (= R[upicapra]. americanus de Blainville, 1816).

### Podział systematyczny
Do rodzaju należy jeden występujący współcześnie gatunek:
- Oreamnos americanus (de Blainville, 1816) – kozioł śnieżny

Opisano również gatunek wymarły którego szczątki subfosylne znaleziono w osadach plejstoceńskich w Nevadzie:
- Oreamnos harringtoni Stock, 1936